# Zoothera monticola
Zoothera monticola là một loài chim trong họ Turdidae. Loài này phân bố từ dãy Himalaya đến Myanmar và Việt Nam.